# Wudabao (sockenhuvudort i Kina, Zhejiang Sheng, lat 27,61, long 119,17)
Wudabao (kinesiska: 五大堡乡) är en sockenhuvudort i Kina. Den ligger i provinsen Zhejiang, i den östra delen av landet, omkring 310 kilometer söder om provinshuvudstaden Hangzhou. Antalet invånare är 4 065. Befolkningen består av 1 943 kvinnor och 2 122 män. Barn under 15 år utgör 15,0 %, vuxna 15-64 år 67 %, och äldre över 65 år 17,0 %.
Runt Wudabao är det ganska tätbefolkat, med 90 invånare per kvadratkilometer. Närmaste större samhälle är Pingdu, 19,9 km väster om Wudabao. I omgivningarna runt Wudabao växer i huvudsak blandskog.
Genomsnittlig årsnederbörd är 2 342 millimeter. Den regnigaste månaden är juni, med i genomsnitt 422 mm nederbörd, och den torraste är oktober, med 61 mm nederbörd.